# Dreyerpriset
Dreyerpriset är ett danskt filmpris, utdelat sedan 1992.
Priset instiftades 1992 till minne av den danske filmpionjären Carl Theodor Dreyer och utdelas årligen av Carl Th. Dreyers Minnesfond på Det danske filminstitut i Köpenhamn på Dreyers födelsedag den 3 februari. Priset på 50 000 danska kronor ges till företrädesvis yngre filmskapare eller personer med framstående verksamhet inom dansk filmproduktion. Grunden för prismedlen härrör sig från filmdistributören Gaumonts överskott från rättigheterna på Dreyers kända stumfilm om Jeanne d'Arc, En kvinnas martyrium (1928). Första mottagare var Susanne Bier 1992 och 2014 utdelades för första gången ett särskilt hederspris till den svenske filmskaparen Jan Troell.

## Pristagare
- 1992 – Susanne Bier, regissör, manusförfattare
- 1993 – Birger Larsen, regissör
- 1994 – Janus Billeskov-Jansen, klippare
- 1995 – Niels Vørsel, manusförfattare
- 1996 – Lars von Trier, regissör, manusförfattare
- 1997 – Bo hr. Hansen, manusförfattare
- 1998 – Jonas Elmer, regissör
- 1999 – Thomas Vinterberg samt Christian Braad Thomsen, regissörer
- 2000 – Lotte Svendsen samt Nicolas Winding Refn, regissörer
- 2001 – Lone Scherfig samt Per Fly, regissörer
- 2002 – Ole Christian Madsen samt Åke Sandgren, regissörer
- 2003 – Annette K. Olesen samt Jesper W. Nielsen, regissörer
- 2004 – Christoffer Boe, regissör
- 2005 – Max Kestner, regissör
- 2006 – Dagur Kári, regissör
- 2007 – Niels Arden Oplev, regissör
- 2008 – Morten Hartz Kaplers, regissör
- 2009 – Henrik Ruben Genz, regissör
- 2010 – Nils Malmros, regissör, manusförfattare
- 2011 – Michael Noer samt Tobias Lindholm, regissörer, manusförfattare
- 2012 – Mads Brügger, regissör
- 2013 – Nikolaj Arcel, regissör, manusförfattare
- 2014 – Manuel Alberto Claro, filmfotograf
- 2014 – Hederspris: Jan Troell, regissör, fotograf, manusförfattare, klippare
- 2015 – Anders Østergaard, regissör
- 2016 - Martin Zandvliet
- 2017 - Puk Grasten och Christian Taftrup
- 2018 - Hlynur Pálmason
- 2019 - Isabella Eklöf, regissör och manusförfattare
- 2020 – May el-Toukhy och Maren Louise Käehne, regissör och manusförfattare
- 2021 – Frelle Petersen och Malou Reymann, regissör och manusförfattare
- 2022 – Lisa Jespersen, regissör och manusförfattare
- 2023 – Ali Abbasi, regissör och manusförfattare
- 2024 – Lea Glob, regissör och filmfotograf